# František I. Štěpán Lotrinský
František I. Štěpán Lotrinský (8. prosince 1708 Nancy – 18. srpna 1765 Innsbruck) byl lotrinský vévoda (1729–1736, jako František III.), těšínský kníže (1729–1765), toskánský velkovévoda (1737–1765, jako František II.) a císař Svaté říše římské (1745–1765). Se svou manželkou Marií Terezií byl zakladatelem habsbursko-lotrinské dynastie.

## Život
František Štěpán byl druhý syn vévody Leopolda Josefa Lotrinského a jeho manželky Alžběty Charlotty Orleánské z rodu Bourbon-Orléans. Přes svou babičku Eleonoru byl pravnukem císaře Ferdinanda III. a přes svou matku pravnukem francouzského krále Ludvíka XIII. Měl tedy jak habsburské, tak bourbonské předky. Byl rovněž vnukem slavného Karla Lotrinského, jednoho z přemožitelů Osmanské říše (resp. tureckých vojsk) v bitvě u Vídně roku 1683.
Roku 1736 se František Štěpán oženil s rakouskou arcivévodkyní Marií Terezií, pozdější českou a uherskou královnou. Poté, co roku 1740 převzala Marie Terezie vládu nad habsburskou monarchií, se stal jejím spoluvladařem a roku 1745 byl ve Frankfurtu nad Mohanem zvolen za římskoněmeckého císaře. František Štěpán byl otcem císařů Josefa II. a Leopolda II. a spolu s Marií Terezií zakladatelem habsbursko-lotrinské dynastie.
Rodná země Františka Štěpána, Lotrinsko, tvořila po celá staletí nárazníkové pásmo mezi Francií a říší Habsburků, neustále se ocitala ve válečném stavu a dynastie tak opakovaně přicházela o části svých území a zase je získávala zpět. Už za Leopolda Josefa Lotrinského došlo v zemi k částečné stabilizaci politické i hospodářské situace, potřebné reformy ale zavedl až František Štěpán, který převzal vládu nad vévodstvím, když mu bylo dvaadvacet let.

### Nápadník nejžádanější evropské princezny

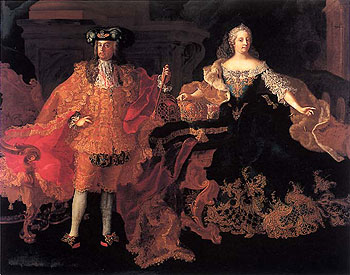
Císař František I. Štěpán s chotí Marií Terezií

Své dětství a mládí strávil František Štěpán částečně na vídeňském dvoře. Manželem rakouské arcivévodkyně Marie Terezie se měl původně stát jeho starší bratr Clemens, který však zemřel na neštovice. Náhradníkem se proto stal František Štěpán, který byl u habsburského dvora oblíbený pro svou příjemnou povahu, pro kterou si ho vážili jak císař Karel VI., tak i jeho dcera Marie Terezie. Za souhlas se sňatkem Marie Terezie a Františka Štěpána požadovala Francie odstoupení Lotrinska ve svůj prospěch. Jako náhrada bylo mladému vévodovi poskytnuto Toskánsko, kde však stále vládla rodina Medici, a Lotrinčan tak musel nejprve více než rok čekat na smrt Giana Gastona Medici, jejího posledního příslušníka. Po tuto dobu bylo jediným územím, kterému František Štěpán vládl, Těšínské knížectví.
Už roku 1730 byl František Štěpán jmenován místodržitelem v Uhrách a sídlil v Prešpurku (dnes Bratislava). Poté se stal generálním guvernérem v Rakouském Nizozemí, ale tuto funkci nikdy nevykonával, a to i přesto, že pro něj byla zdrojem vydatných příjmů. Postupem času získával František Štěpán další funkce a úřady, avšak bez jakékoliv faktické moci, kterou držela pevně ve svých rukou jeho manželka, která zůstávala i titulárně jedinou paní Rakouska. Všechny snahy Františka Štěpána podílet se na státních záležitostech ztroskotaly.
Mladý František Štěpán byl svým tchánem Karlem VI. postaven do čela císařských vojsk během rakousko-turecké války v letech 1737–1739, když se Rakousko postavilo na stranu Ruského impéria v jeho válce proti Osmanské říši (1735–1739). Pro údajnou nevolnost ovšem bojiště opustil, velení přenechal hraběti Königseggovi a s manželkou Marií Terezií se uchýlil do Toskánska.
Jistého vrcholu své politické kariéry dosáhl František Štěpán roku 1745, když byl korunován císařem Svaté říše římské. Pro něj však vysoký úřad císaře zůstal téměř jen titulem bez politického významu. Skutečnou vládkyní římskoněmecké říše se stala Marie Terezie, která získala titul císařovny odvozený od jejího postavení císařovy manželky.

### V soukromí
V soukromém životě byl František Štěpán považován většinou současníků za příjemného a sympatického člověka. Byl skromný a dával přednost neokázalému měšťanskému stylu života. Vídeňská šlechta jej ale nikdy nepřijala za svého a až do konce jeho života mu dávala najevo, že je pro ni cizincem. František Štěpán pobuřoval své aristokratické okolí nechutí k dvorským ceremoniálům, chodil na tehdejší dobu nedbale oblečen a choval se zcela přirozeně, což bylo nepřijatelné. Byl svobodný zednář. Vnucená zahálka vedla u něj zpočátku k frustraci a postupem času k tomu, že se začal věnovat dokonce hazardním hrám a stále častěji také svým milenkám. I přes časté žárlivé scény a spory ale bylo manželství Marie Terezie a Františka Štěpána považováno za poměrně šťastné a vzešlo z něj 16 dětí.

### Podnikatel
František Štěpán projevil v oblasti podnikání a obchodu mimořádné vlohy. Svého dědictví v Toskánsku se ujal roku 1739, stejně jako předtím v Lotrinsku se i zde pustil do radikálních reforem a zdejší zdevastované hospodářství přivedl k novému rozvoji. Toskánsko se stalo vydatným zdrojem příjmů do jeho osobní pokladny.
V roce 1743 zemřela falcká kurfiřtka Anna Marie Luisa Medicejská, poslední potomek rodu Medici, a František Štěpán jako její bratranec po ní získal ohromné dědictví. Nově nabyté peníze ihned investoval a začal skupovat četná panství. Jeho nejvýznamnějším majetkem se stala panství Holíč a Šaštín na jihozápadě dnešního Slovenska. Podnikání na těchto svých panstvích se osobně a se zaujetím věnoval. V Holíči založil manufakturu na keramiku, čímž zahájil průmyslovou výrobu světoznámé holíčské keramiky. Postupem času zaměstnával na svých statcích a v manufakturách víc než deset tisíc zaměstnanců. V roce 1736 založil manufakturu na výrobu bavlněných a polobavlněných tkanin v Šaštíně a královský hřebčín v Kopčanech.
Byl zdatným obchodníkem a brzy převzal veškeré zásobování habsburské armády. V době prusko-rakouské, tzv. sedmileté války, zásoboval dokonce i armádu nepřítele, pruského krále Fridricha II., což považoval za obzvláště dobrý obchod. František Štěpán rovněž založil několik bank, centrálou jeho finančního impéria se stal tzv. Císařský dům ve Wallnerově ulici ve Vídni. Nakonec situace došla tak daleko, že František Štěpán půjčoval své soukromé peníze na vysoký úrok i habsburské státní pokladně, která byla ve finanční krizi. Kvůli tomu přenechala Marie Terezie svému manželovi v roce 1763 finanční správu země. Finanční situace habsburského soustátí se začala rychle stabilizovat, dalšímu pozitivnímu vývoji ale zabránila v roce 1765 Františkova smrt. Obrovský majetek, který po sobě František Štěpán zanechal, se stal základem soukromého majetku rodu Habsburků.

## Potomci
Z manželství s Marií Terezií vzešlo 16 dětí, 5 synů a 11 dcer. Šest dětí zemřelo ještě za života jejich matky (č. 1, 3, 7, 10, 11, 12). Tři dcery se jmenovaly Marie Karolína (č. 3, 10 a 13). Dva synové se stali císaři (č. 4 a 9). Syn Leopold II. měl také 16 dětí.
- 1. Marie Alžběta (1737–1740)
- 2. Marie Anna (1738–1789), žila později v Klagenfurtu
- 3. Marie Karolína (1740–1741)
- 4. Josef II. (1741–1790)
  - 1.∞ 1760 princezna Isabela Bourbonsko-Parmská, dcera Filipa Parmského vévody z Parmy, Piacenzy, Guastelly
  - 2.∞ 1765 princezna Marie Josefa Bavorská, dcera císaře Karla VII. a Marie Amálie Habsburské
- 5. Marie Kristina (1742–1798) ∞ 1766 vévoda Albert Kazimír Sasko-Těšínský, syn polského krále Augusta III. a Marie Josefy Habsburské
- 6. Marie Alžběta (1743–1808), abatyše v Innsbrucku
- 7. Karel Josef (1745–1761)
- 8. Marie Amálie (1746–1804) ∞ 1769 vévoda Ferdinand Parmský, syn Filipa Parmského vévody z Parmy, Piacenzy, Guastelly
- 9. Leopold II. (1747–1792) ∞ 1765 infantka Marie Ludovika Španělská z rodu Bourbon-Anjou, dcera krále Karla III.
- 10. Marie Karolína (1748–1748)
- 11. Johanna Gabriela (1750–1762) (zasnoubena) král Ferdinand I. Neapolsko-Sicilský
- 12. Marie Josefa (1751–1767) (zasnoubena) král Ferdinand I. Neapolsko-Sicilský
- 13. Marie Karolína (1752–1814) ∞ 1768 král Ferdinand I. Neapolsko-Sicilský, syn španělského krále Karla III.
- 14. Ferdinand Karel (1754–1806) ∞ 1771 vévodkyně Marie Beatrice d’Este, dcera vévody Herkula III. z Modeny-d’Este
- 15. Marie Antoinetta (Marie Antonie) (1755–1793) ∞ 1770 Ludvík (1754–1793), dauphin, od 1774 jako Ludvík XVI. král Francie, syn dauphina Ludvíka Bourbonského
- 16. Maxmilián František (1756–1801), arcibiskup, kurfiřt kolínský

### Synové
| Josef II.   | Karel Josef | Leopold II. | Ferdinand Karel | Max František |
| (1741–1790) | (1745–1761) | (1747–1792) | (1754–1806)     | (1756–1801)   |
| ----------- | ----------- | ----------- | --------------- | ------------- |
|             |             |             |                 |               |

### Dcery
| Marie Anna  | Marie Kristina | Marie Alžběta | Marie Amálie | Johana Gabriela | Marie Josefa | Marie Karolína | Marie Antonie |
| (1738–1789) | (1742–1798)    | (1743–1808)   | (1746–1804)  | (1750–1762)     | (1751–1767)  | (1752–1814)    | (1755–1793)   |
| ----------- | -------------- | ------------- | ------------ | --------------- | ------------ | -------------- | ------------- |
|             |                |               |              |                 |              |                |               |

## Vývod z předků
|                               |                                  |  |                          |                                    |  |  |  |  |  |  |  | František II. Lotrinský |
|                               |                                  |  |                          |                                    |  |  |  |  |  |  |  |                         |
|                               | Mikuláš František Lotrinský      |  |                          |                                    |  |  |  |  |  |  |  |                         |
|                               |                                  |  |                          |                                    |  |  |  |  |  |  |  |                         |
|                               |                                  |  |                          | Kristýna ze Salmu                  |  |  |  |  |  |  |  |                         |
|                               |                                  |  |                          |                                    |  |  |  |  |  |  |  |                         |
|                               | Karel V. Lotrinský               |  |                          |                                    |  |  |  |  |  |  |  |                         |
|                               |                                  |  |                          |                                    |  |  |  |  |  |  |  |                         |
|                               |                                  |  |                          | Jindřich II. Lotrinský             |  |  |  |  |  |  |  |                         |
|                               |                                  |  |                          |                                    |  |  |  |  |  |  |  |                         |
|                               | Klaudie Lotrinská                |  |                          |                                    |  |  |  |  |  |  |  |                         |
|                               |                                  |  |                          |                                    |  |  |  |  |  |  |  |                         |
|                               |                                  |  |                          | Markéta Gonzaga                    |  |  |  |  |  |  |  |                         |
|                               |                                  |  |                          |                                    |  |  |  |  |  |  |  |                         |
|                               | Leopold Josef Lotrinský          |  |                          |                                    |  |  |  |  |  |  |  |                         |
|                               |                                  |  |                          |                                    |  |  |  |  |  |  |  |                         |
|                               |                                  |  |                          | Ferdinand II. Štýrský              |  |  |  |  |  |  |  |                         |
|                               |                                  |  |                          |                                    |  |  |  |  |  |  |  |                         |
|                               | Ferdinand III. Habsburský        |  |                          |                                    |  |  |  |  |  |  |  |                         |
|                               |                                  |  |                          |                                    |  |  |  |  |  |  |  |                         |
|                               |                                  |  |                          | Marie Anna Bavorská                |  |  |  |  |  |  |  |                         |
|                               |                                  |  |                          |                                    |  |  |  |  |  |  |  |                         |
|                               | Eleonora Marie Josefa Habsburská |  |                          |                                    |  |  |  |  |  |  |  |                         |
|                               |                                  |  |                          |                                    |  |  |  |  |  |  |  |                         |
|                               |                                  |  |                          | Karel II. Gonzaga                  |  |  |  |  |  |  |  |                         |
|                               |                                  |  |                          |                                    |  |  |  |  |  |  |  |                         |
|                               | Eleonora Magdalena Gonzagová     |  |                          |                                    |  |  |  |  |  |  |  |                         |
|                               |                                  |  |                          |                                    |  |  |  |  |  |  |  |                         |
|                               |                                  |  |                          | Marie Gonzagová                    |  |  |  |  |  |  |  |                         |
|                               |                                  |  |                          |                                    |  |  |  |  |  |  |  |                         |
| František I. Štěpán Lotrinský |                                  |  |                          |                                    |  |  |  |  |  |  |  |                         |
|                               |                                  |  |                          |                                    |  |  |  |  |  |  |  |                         |
|                               |                                  |  | Jindřich IV. Francouzský |                                    |  |  |  |  |  |  |  |                         |
|                               |                                  |  |                          |                                    |  |  |  |  |  |  |  |                         |
|                               | Ludvík XIII.                     |  |                          |                                    |  |  |  |  |  |  |  |                         |
|                               |                                  |  |                          |                                    |  |  |  |  |  |  |  |                         |
|                               |                                  |  |                          | Marie Medicejská                   |  |  |  |  |  |  |  |                         |
|                               |                                  |  |                          |                                    |  |  |  |  |  |  |  |                         |
|                               | Filip I. Orleánský               |  |                          |                                    |  |  |  |  |  |  |  |                         |
|                               |                                  |  |                          |                                    |  |  |  |  |  |  |  |                         |
|                               |                                  |  |                          | Filip III. Španělský               |  |  |  |  |  |  |  |                         |
|                               |                                  |  |                          |                                    |  |  |  |  |  |  |  |                         |
|                               | Anna Rakouská                    |  |                          |                                    |  |  |  |  |  |  |  |                         |
|                               |                                  |  |                          |                                    |  |  |  |  |  |  |  |                         |
|                               |                                  |  |                          | Markéta Habsburská                 |  |  |  |  |  |  |  |                         |
|                               |                                  |  |                          |                                    |  |  |  |  |  |  |  |                         |
|                               | Alžběta Charlotta Orleánská      |  |                          |                                    |  |  |  |  |  |  |  |                         |
|                               |                                  |  |                          |                                    |  |  |  |  |  |  |  |                         |
|                               |                                  |  |                          | Fridrich Falcký                    |  |  |  |  |  |  |  |                         |
|                               |                                  |  |                          |                                    |  |  |  |  |  |  |  |                         |
|                               | Karel I. Ludvík Falcký           |  |                          |                                    |  |  |  |  |  |  |  |                         |
|                               |                                  |  |                          |                                    |  |  |  |  |  |  |  |                         |
|                               |                                  |  |                          | Alžběta Stuartovna                 |  |  |  |  |  |  |  |                         |
|                               |                                  |  |                          |                                    |  |  |  |  |  |  |  |                         |
|                               | Alžběta Šarlota Falcká           |  |                          |                                    |  |  |  |  |  |  |  |                         |
|                               |                                  |  |                          |                                    |  |  |  |  |  |  |  |                         |
|                               |                                  |  |                          | Vilém V. Hesensko-Kasselský        |  |  |  |  |  |  |  |                         |
|                               |                                  |  |                          |                                    |  |  |  |  |  |  |  |                         |
|                               | Šarlota Hesensko-Kasselská       |  |                          |                                    |  |  |  |  |  |  |  |                         |
|                               |                                  |  |                          |                                    |  |  |  |  |  |  |  |                         |
|                               |                                  |  |                          | Amálie Alžběta z Hanau-Münzenbergu |  |  |  |  |  |  |  |                         |
|                               |                                  |  |                          |                                    |  |  |  |  |  |  |  |                         |